# ゴッズ・クリーチャー
『ゴッズ・クリーチャー』（God's Creatures）は、2022年のアイルランド・イギリスのドラマ映画。監督はサエラ・デイヴィスとアナ・ローズ・ホーマー、出演はエミリー・ワトソンとポール・メスカルなど。

## ストーリー
アイルランドのとある漁村。アイリーンの下に長らく疎遠だった息子、ブライアンが帰ってきた。ところが、再会の喜びも束の間、ブライアンに対して村の若い女性（サラ）に性的暴行を加えたとの嫌疑が持ち上がる。息子を庇うべく、アイリーンは警察に虚偽の証言をしてしまうが、これが悲劇を引き起こすことになった。

## キャスト
- アイリーン・オハラ：エミリー・ワトソン
- ブライアン・オハラ：ポール・メスカル
- サラ・マーフィ：アシュリン・フランシオーシ
- コン・オハラ：デクラン・コンロン
- エリン・オハラ：トニー・オルーク
- メリー・フィッツ：マリオン・オデュワイヤー
- フランシー・ダーシー：ブレンダン・マコーミック
- パディ・オハラ：レイラー・ロディ
- デイリー：イザベル・コノリー

## 製作・音楽
2019年5月22日、サエラ・デイヴィスとアナ・ローズ・ホーマーが本作のメガホンをとることになったと報じられた。2021年5月11日、エミリー・ワトソンとポール・メスカルの起用が発表された。2022年5月11日、ダニー・ベンジーとソーンダー・ジュリアーンズが本作で使用される楽曲を手掛けるとの報道があった。

## 公開・マーケティング
2022年5月19日、本作は第75回カンヌ国際映画祭でプレミア上映された。8月16日、本作のオフィシャル・トレイラーが公開された。

## 評価
本作は批評家から高く評価されている。映画批評集積サイトのRotten Tomatoesには71件のレビューがあり、批評家支持率は92%、平均点は10点満点で7.3点となっている。サイト側による批評家の見解の要約は「痛みを感じるほどの生々しさがあるが、それでも鑑賞に値する。『ゴッズ・クリーチャー』は母親の愛の限界を掘り下げていく作品であり、エミリー・ワトソンの素晴らしい演技がそれをリードしている。」となっている。また、Metacriticには25件のレビューがあり、加重平均値は71/100となっている。